# Платигіра
Платигіра (Platygyra) — рід колоніальних коралів ряду мадрепорові корали родини Faviidae. Поширені в Індо-Тихоокеанському регіоні і біля берегів Австралії.

## Біологія і опис
Населяють широкий спектр місць життя. Основу раціону забезпечують симбіотичні зооксантеллові водорості, проте в природі ці корали поїдають і планктонну їжу. Платигіри належать до групи коралів-мозковиків. Колонії з численних поліпів мають округлу куполоподібну форму, їх поверхня покреслена невисокими звивистими гребенями. Забарвлення зазвичай двоколірне, ротовий диск і перегородки різного кольору. Найчастіше зустрічається контрастне поєднання зеленуватих ротових дисків з коричневими гребенями.

## Утримання в акваріумі
Це порівняно нескладні в утриманні корали, що нерідко досягають в акваріумі значних розмірів. Для дрібних видів потрібно акваріум від 100 л, для великих від 200 і більше. Освітлення середнє, не надмірно інтенсивне. Течія помірна. Температура 24 - 27 градусів, твердість води 1.023-1.025, pH 8.1-8.4. Для нормальної життєдіяльності корала необхідно підтримувати в акваріумі достатній рівень кальцію, треба також додавати у воду стронцій і інші мікроелементи. Велику частину поживних речовин цим коралам забезпечують симбіотичні водорості. Для поліпшення росту бажано давати підгодівлі із зоопланктону або дуже дрібно нарубаного м'яса морепродуктів. Їжу потрібно підносити безпосередньо до щупалець поліпів, годувати в темний час доби.
Платигіра відноситься до помірно агресивних коралів. Розпрямляючи щупальця, вона може значно збільшуватися в розмірах, тому в рифовому акваріумі цьому коралу необхідно надати простору індивідуальну ділянку.

## Види
- Platygyra acuta Veron, 2002
- Platygyra carnosus Veron, 2002
- Platygyra contorta Veron, 1990
- Platygyra crosslandi (Matthai, 1928)
- Platygyra daedalea (Ellis & Solander, 1786)
- Platygyra lamellina (Ehrenberg, 1834)
- Platygyra pini Chevalier, 1975
- Platygyra rustica (Dana, 1846)
- Platygyra ryukyuensis Yabe & Sugiyama, 1935
- Platygyra sinensis (Milne Edwards & Haime, 1849)
- Platygyra verweyi Wijsman-Best, 1976
- Platygyra yaeyamaensis (Eguchi & Shirai, 1977)

## Галерея

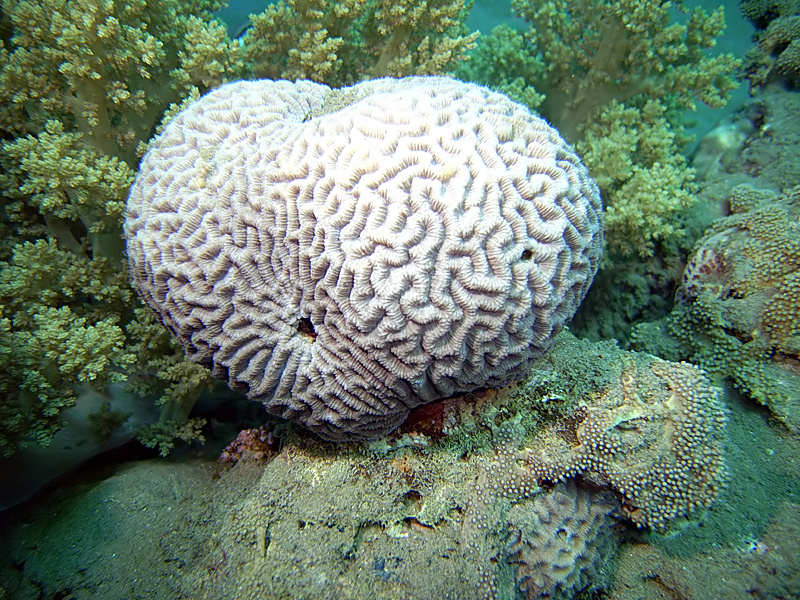
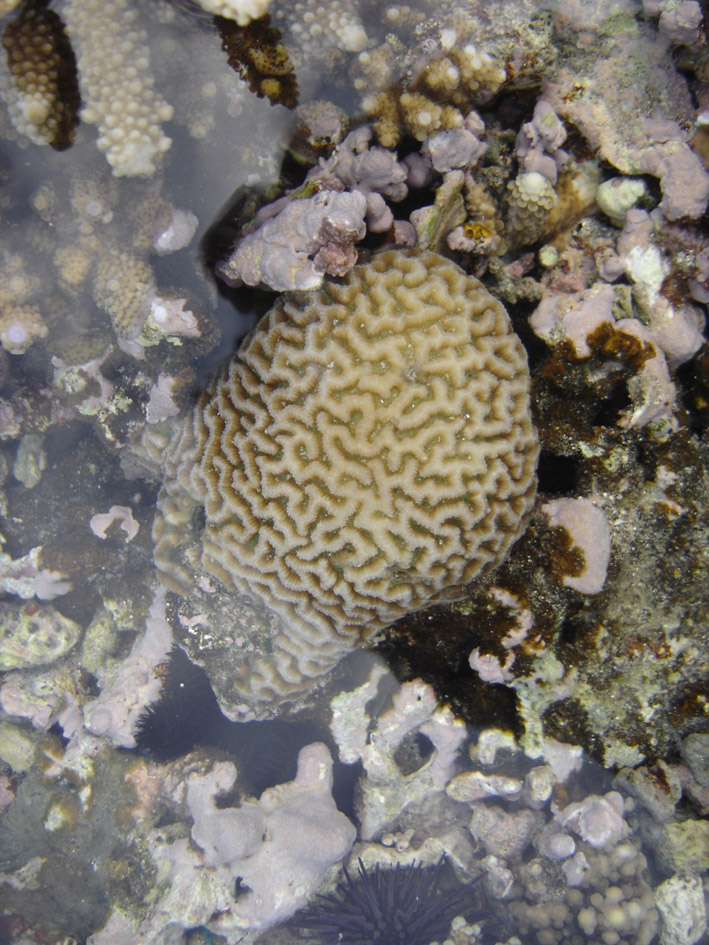
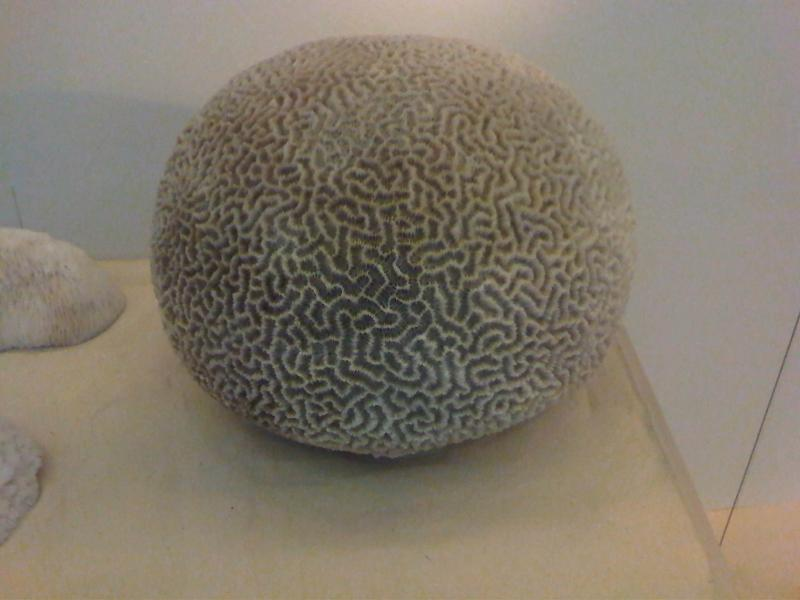
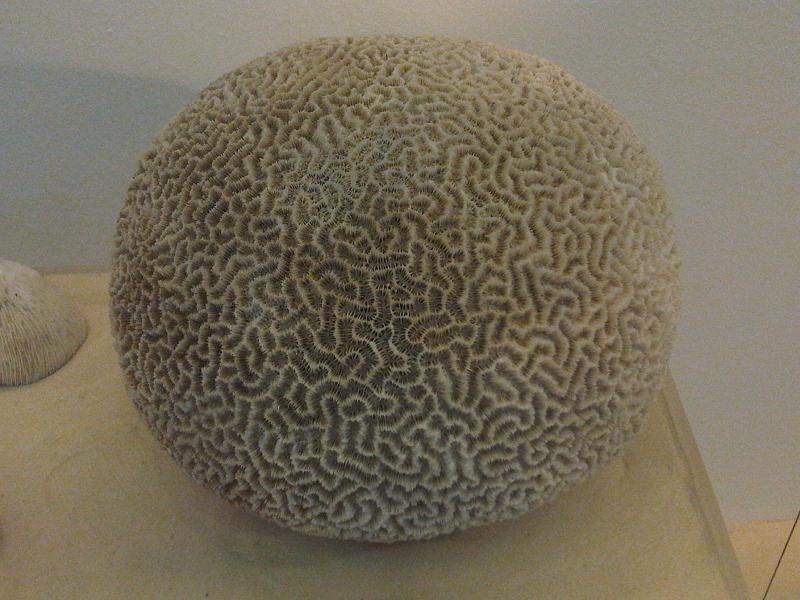